# Owen Phillips
Pour les articles homonymes, voir Phillips.
Owen Martin Phillips (30 décembre 1930 - 13 octobre 2010) est un océanographe et géophysicien américain qui a passé la majeure partie de sa carrière à l'université Johns-Hopkins.

## Enfance
Owen Phillips est né à Parramatta une banlieue de Sydney, en Nouvelle-Galles du Sud, Australie, le fils de Richard Keith et Madeline Constance (née Lofts) Phillips. Son père a combattu dans la campagne de Gallipoli pendant la Première Guerre mondiale. En 1936, la famille a déménagé dans la ville de campagne de Tamworth, où s'est déroulée la majeure partie de son éducation primaire.

## Éducation
Il entre à l'université de Sydney à l'automne 1948. Il s'est spécialisé en mathématiques appliquées et en physique, obtenant son diplôme avec mention très bien en 1952 et partageant le prix John Coutts pour la maîtrise générale des sciences avec J.Stewart Turner. Il a ensuite rejoint le célèbre laboratoire Cavendish de l'université de Cambridge, où il a obtenu son doctorat.

## Travaux
À l'exception d'un bref passage au département de mathématiques appliquées et de physique théorique de Cambridge, la majeure partie de la carrière de Phillips s'est déroulée à l'université Johns-Hopkins de Baltimore, dans le Maryland. Au début de sa carrière, il s'intéressait en grande partie à la physique de l'océan supérieur, en particulier à la manière dont l'énergie était transférée du vent à l'intérieur de l'océan. Un article particulièrement important à cet égard était son travail de 1957 dans le Journal of Fluid Mechanics, proposant que les ondes de surface de l'océan étaient générées par des tourbillons turbulents dans l'atmosphère balayés à la surface de telle manière qu'ils résonnaient avec des perturbations de surface,. Dans des travaux ultérieurs, il développa une théorie mathématique qui s'appuyait sur des idées de résonance pour expliquer comment l'énergie des ondes était transférée des échelles courtes aux grandes. Il a également travaillé à comprendre comment cette énergie était transférée à la couche de mélange (Mixed layer (en)) océanique, limitant ainsi la quantité d'agitation au sein de cette couche (Kato et Phillips, 1969). Il a reçu la médaille d'or Sverdrup (en) 1974 de l'American Meteorological Society « pour ses études exceptionnelles sur les phénomènes des vagues et la turbulence dans la partie supérieure de l'océan, et en particulier pour ses contributions à la théorie de la génération des vagues océaniques ».
En plus du domaine principal de la recherche scientifique, Phillips a travaillé à synthétiser les connaissances dans le domaine plus large de la géophysique dans un certain nombre de livres. En 1965, il publie une monographie sur la dynamique de la haute mer qui reçoit le prix Adams de la Royal Society. Traduit en russe et en chinois, avec une deuxième édition parue en 1977, c'était un manuel important dans un domaine qui comptait à l'époque peu d'ouvrages de ce type. Il a également travaillé avec d'autres dans le département Johns Hopkins pour étudier l'écoulement dans les médias poreux, publiant une monographie importante sur ce sujet en 1991.

## Prix et distinctions
- Prix Adams (1964)
- Membre de la Royal Society (1968)
- Médaille d'or Sverdrup (en) (1974)
- Membre de la American Meteorological Society (1980)
- Élu à l'Académie nationale d'ingénierie des États-Unis (1998)
- Membre de l'Union américaine de géophysique (2006)

## Publications (sélection)
- O.M. Phillips, « On the generation of waves by the turbulent wind », Journal of Fluid Mechanics, vol. 2, no 5,‎ 1957, p. 417–445 (DOI 10.1017/s0022112057000233, Bibcode 1957JFM.....2..417P)
- O.M. Phillips, « On the dynamics of unsteady gravity waves of finite amplitude, Part 1: The elementary interaction », Journal of Fluid Mechanics, vol. 9, no 2,‎ 1960, p. 193–217 (DOI 10.1017/s0022112060001043, Bibcode 1960JFM.....9..193P)
- H. Kato et O.M. Phillips, « On the penetration of a turbulent layer into a stratified fluid », J. Fluid Mech., vol. 37, no 4,‎ 1969, p. 643–655 (DOI 10.1017/S0022112069000784, Bibcode 1969JFM....37..643K)
- O.M. Phillips, The dynamics of the upper ocean, Cambridge University Press, 1977 (ISBN 978-0-521-29801-8)
- O.M. Phillips, Flow and reactions in permeable rocks, Cambridge University Press, 1991 (ISBN 0-521-38098-7)
- O.M. Phillips, Geological fluid dynamics – Sub-surface flow and reactions, Cambridge University Press, 2009 (ISBN 978-0-521-86555-5, DOI 10.1017/CBO9780511807473)